# 05式水陸両用歩兵戦闘車
05式水陸両用歩兵戦闘車（中国語: 05式两栖步兵战车）もしくはZBD-05は、中華人民共和国の中国兵器工業集団グループ傘下の軍用車両メーカー、江麓電機(中国語：江麓机电)社で開発された水陸両用歩兵戦闘車。

## 開発
中華人民共和国は、63式水陸両用戦車、77式水陸両用装甲兵員輸送車等を更新するため、ZBD2000（後にZBD-05）として知られる水陸両用車ファミリーの開発を行っていた。この計画は、4種類の水陸両用装甲車ファミリーとして結実し、中国人民解放軍海軍陸戦隊に装甲突撃車（水陸両用戦車、ZTD-05）、歩兵戦闘車、指揮車、回収車が配備されることとなった。

## 構造
05式水陸両用歩兵戦闘車は、105mm砲を搭載した火力支援型（ZTD-05）に続く2番目の型として開発された。
砲塔は04式歩兵戦闘車の砲塔を小型化したものを搭載している。主武装はBMP-3に搭載された2A72を原型とした30mm機関砲に変更し、砲塔上の12.7mm機関銃は省かれている。スモークグレネード発射機は、砲塔の左右に4連装2基装備されている。発射機の配置は、火力支援型の水平4基を並べた配置から、砲塔が小型化したことにより縦横2列の配置に変更されている。
乗員は車長、操縦手、砲手の3名。操縦手は車両前方左側、車長と砲手は砲塔部に搭乗する。これに加えて兵員8人前後が搭乗する。兵員は、車体後部のドアまたは上部の4つのハッチ（操縦手後方に2、砲塔後方に2）より乗降する。
エンジンは車体前方右側に配されている。行動に際し、地上では履帯を用い、水上では2基のウォータージェットにより推進力を得る。

## 派生

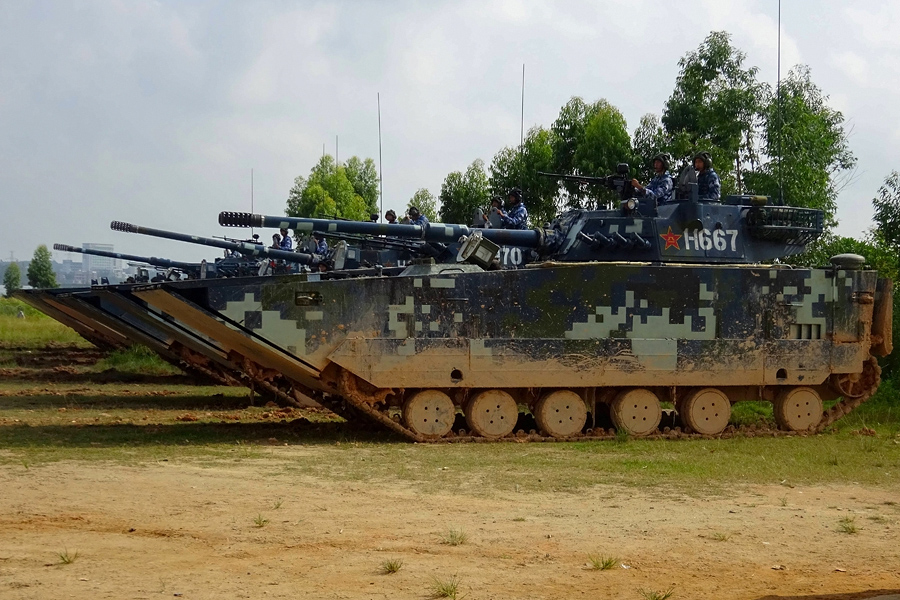
05式水陸両用突撃砲（ZTD-05）

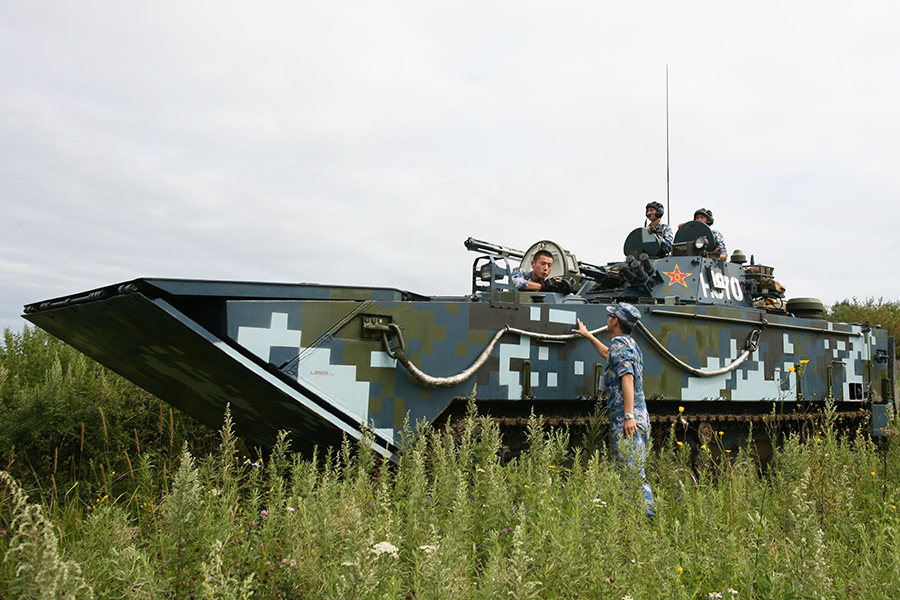
05式水陸両用歩兵戦闘車（ZBD-05）

05式水陸両用突撃砲ZTD-05
05式水陸両用装甲指揮車（05式両棲指揮車）
水陸両用装甲救急車型
05式水陸両用装甲兵員輸送車
水陸両用装甲偵察車
GSL-132水陸両用装甲地雷処理車

## 採用国
- 中華人民共和国
  - 人民解放軍陸軍: 2021年時点で1,150両以上が運用中。ZBD-05が900両、ZTD-05が250両、その他派生型は不明[7]
  - 人民解放軍海軍陸戦隊: 2021年時点で320両が運用中。ZBD-05が240両、ZTD-05が80両、その他派生型は不明[7]
- ベネズエラ
  - ベネズエラ海兵隊: 輸出型のVN-16、VN-18、VS-25を採用[8]
- タイ
  - タイ王国海兵隊: 2020年6月に3両を約1300万ドルで受注し、2021年5月に引き渡された[9]。

## 比較
|          | AAV7                              | BMP-3F                                                             | ZBD-05                                         | EFV                         | BvS10                               |
| -------- | --------------------------------- | ------------------------------------------------------------------ | ---------------------------------------------- | --------------------------- | ----------------------------------- |
| 画像     |                                   |                                                                    |                                                |                             |                                     |
| 全長     | 8.16 m                            | 7.14 m                                                             | 9.5 m                                          | 9.27 m                      | 7.6 m                               |
| 全幅     | 3.26 m                            | 3.23 m                                                             | 3.36 m                                         | 3.63 m                      | 2.34 m                              |
| 全高     | 3.31 m                            | 2.30 m                                                             | 3.04 m                                         | 3.31 m                      | 2.2 m（前方車両） 2.1 m（後方車両） |
| 重量     | 25.6 t                            | 23.0 t                                                             | 26.0 t                                         | 28.7 t                      | 5.0 t（前） 3.5 t（後）             |
| 最大出力 | 400 hp                            | 500 hp                                                             | 550 hp （水上時は1,475 hp）                    | 851 hp （水上時は2,703 hp） | 285 hp                              |
| 最高速度 | 72 km/h                           | 70 km/h                                                            | 65 km/h                                        | 72 km/h                     | 65 km/h                             |
| 水上速度 | 13 km/h                           | 10 km/h                                                            | 20-30 km/h                                     | 46 km/h                     | 5 km/h                              |
| 乗員数   | 3+25名                            | 3+7-9名                                                            | 3+8名                                          | 3+17名                      | 1+4名（前）、8名（後）              |
| 武装     | 40mm自動擲弾銃×1 12.7mm重機関銃×1 | 7.62mm機関銃×3 30mm機関砲×1 100mm低圧砲2A70×1 9M117ATM（砲発射式） | 30mm機関砲×1 紅箭73CATM発射機×2 7.62mm機関銃×1 | 30mm機関砲×1 7.62mm機関銃×1 | 12.7mm重機関銃×1                    |
| 備考     |                                   | 海軍歩兵仕様                                                       | 火力支援型などの 派生型が存在                  | 2011年開発中止              | Bv.206の海兵隊仕様 2両連結式        |